# Мейсън (окръг, Кентъки)
Вижте пояснителната страница за други значения на Мейсън.
Окръг Мейсън (на английски: Mason County) е окръг в щата Кентъки, Съединени американски щати. Площта му е 640 km², а населението - 16 800 души (2000). Административен център е град Мейсвил.